# Ayano Tsuji
Ayano Tsuji (つじ あやの, nome reale: 辻 亜弥乃, Tsuji Ayano; Kyoto, 6 gennaio 1978) è una cantante, compositrice e musicista giapponese, suonatrice di ukulele.
È in attività dal 1998 e ha al suo attivo 13 album e numerosi singoli.
Giunse alla fama internazionale con la canzone Kaze ni naru (風になる) del 2002, tema principale del film dello studio Ghibli La ricompensa del gatto Neko no ongaeshi di Hiroyuki Morita.
È laureata in storia orientale all'università Ryukoku di Kyoto.